# Brennende Rache
Brennende Rache (Originaltitel: The Burning) ist ein US-amerikanischer Horrorfilm aus dem Jahr 1981. Regie führte Tony Maylam. Die Hauptrolle verkörperte Leah Ayres (Bloodsport).

## Handlung
Der Sommercamp-Aufseher Cropsy soll von ein paar Jungen für seine Unfreundlichkeit bestraft werden. Eine Gruppe Jugendlicher will Cropsy mit einem Totenkopf erschrecken, der vollständig mit Würmern bedeckt ist und aus dessen Augen Kerzenlichter leuchten, doch der Streich läuft schief: In Panik stößt Cropsy den Totenkopf um, der landet in seinem Bett und es fängt an zu brennen, dann kommt Cropsy auch noch mit Brandbeschleuniger in Berührung, von Kopf bis Fuß in Flammen stehend fällt Cropsy in einen Fluss, er überlebt nur knapp mit schwersten Verbrennungen.
Die Schuldigen beschließen, dieses «Geheimnis» für sich zu behalten und mit niemandem darüber zu reden. Doch nach fünf Jahren kehrt das Unglück zurück, als Cropsy aus dem Krankenhaus entlassen wird und auf Rache sinnt. Mit einer Gartenschere bewaffnet jagt er die jungen Teilnehmer eines Sommercamps. Als die Aufseher Todd, der einst mitverantwortlich für das Unglück war, und Michelle eine Kanutour organisieren, müssen sie mit Schrecken feststellen, dass Cropsy ihnen gefolgt ist.
Nachdem er einige der Teenager getötet hat, gelingt Michelle mit einigen Überlebenden die Flucht, während Todd und Alfred den irren Mörder stellen, ihn töten und seinen Leichnam in Brand setzen, seine Überreste wurden aber nie gefunden. Als eine Gruppe Jugendlicher mit einem Erwachsenen am Lagerfeuer sitzt, wird erzählt, dass Cropsy sich noch immer Sommercamps vornimmt, um Rache zu nehmen, der Film endet mit den Worten: «Sieht nicht hin!, er sieht euch!, nicht atmen!, er würde euch hören! und beweg dich nicht, sonst, bist du tot!!!».

## Hintergrund
Die ungeschnittene Version von Brennende Rache wurde in Deutschland mehrmals wegen Gewaltdarstellung beschlagnahmt – zuletzt am 11. August 2010 vom Amtsgericht Frankfurt am Main (Az.: 4863 Js 213972/10 – 931 Gs). Die geschnittene Version hat eine Länge von 87 Minuten.
Zuständig für die Make-up-Effekte war Tom Savini, der zuvor durch seine Arbeit bei Zombie oder Freitag der 13. bekannt wurde.
Der Film diente einigen späteren Stars als Sprungbrett für ihre Karriere. So sind in Nebenrollen die spätere Oscar-Gewinnerin Holly Hunter sowie Jason Alexander zu sehen, der durch seine Emmy-prämierte Rolle in der Sitcom Seinfeld bekannt wurde.

## Kritik
„Horrorfilm, der seine brutalen Effekte mit Teenagersex mischt.“